# Liste des régions et provinces d'Italie par altitude
Cette liste présente les régions et provinces d'Italie par altitude.

## Statistiques
L'Italie compte vingt régions. La serra Dolcedorme est le point culminant commun à la Basilicate et à la Calabre. Dans le cas du Molise, le point culminant ne se situe pas à un sommet, mais sur le flanc du monte Meta.
Quinze des vingt régions sont côtières : leur altitude minimale est celle du niveau de la mer.

## Liste par régions
| Région                  | Point culminant       | Point culminant | Point culminant                   | Point culminant | Point le plus bas               | Point le plus bas | Point le plus bas | Point le plus bas | Altitude moyenne (m) | Différence (m) |
| Région                  | Nom                   | Altitude (m)    | Coordonnées                       | Image           | Nom                             | Altitude (m)      | Coordonnées       | Image             | Altitude moyenne (m) | Différence (m) |
| ----------------------- | --------------------- | --------------- | --------------------------------- | --------------- | ------------------------------- | ----------------- | ----------------- | ----------------- | -------------------- | -------------- |
| Abruzzes                | Corno Grande          | 2 912           | 42° 28′ 07″ nord, 13° 33′ 43″ est |                 | Mer Adriatique                  | 0                 |                   |                   | 1 456                | 2 912          |
| Basilicate              | Serra Dolcedorme      | 2 267           | 39° 53′ 39″ nord, 16° 12′ 57″ est |                 | Mers Ionienne et Tyrrhénienne   | 0                 |                   |                   | 633                  | 2 267          |
| Calabre                 | Serra Dolcedorme      | 2 267           | 39° 53′ 39″ nord, 16° 12′ 57″ est |                 | Mers Ionienne et Tyrrhénienne   | 0                 |                   |                   | 418                  | 2 267          |
| Campanie                | La Gallinola (it)     | 2 070           | 41° 26′ 03″ nord, 14° 25′ 18″ est |                 | Mer Tyrrhénienne                | 0                 |                   |                   | 322                  | 2 070          |
| Émilie-Romagne          | Mont Cimone           | 2 165           | 44° 11′ 38″ nord, 10° 42′ 05″ est |                 | Mer Adriatique                  | 0                 |                   |                   | 1 083                | 2 165          |
| Frioul-Vénétie Julienne | Monte Coglians        | 2 780           | 46° 36′ 25″ nord, 12° 53′ 17″ est |                 | Mer Adriatique                  | 0                 |                   |                   | 206                  | 2 780          |
| Latium                  | Mont Gorzano          | 2 458           | 42° 37′ 04″ nord, 13° 23′ 47″ est |                 | Mer Tyrrhénienne                | 0                 |                   |                   | 1 229                | 2 458          |
| Ligurie                 | Mont Saccarel         | 2 201           | 44° 03′ 42″ nord, 7° 42′ 44″ est  |                 | Mer de Ligurie                  | 0                 |                   |                   | 250                  | 2 201          |
| Lombardie               | Punta Perrucchetti    | 4 020           | 46° 22′ 52″ nord, 9° 54′ 27″ est  |                 |                                 |                   |                   |                   | 280                  |                |
| Marches                 | Monte Vettore         | 2 476           | 42° 49′ 30″ nord, 13° 16′ 28″ est |                 | Mer Adriatique                  | 0                 |                   |                   | 1 239                | 2 476          |
| Molise                  | Monte Meta            | 2 185           | 41° 41′ 17″ nord, 13° 56′ 28″ est |                 | Mer Adriatique                  | 0                 |                   |                   | 631                  |                |
| Ombrie                  | Cima del Redentore    | 2 448           | 42° 49′ 32″ nord, 13° 15′ 18″ est |                 | Attigliano                      | 96                |                   |                   | 1 286                |                |
| Piémont                 | Grenzgipfel (it)      | 4 618           | 45° 56′ 12″ nord, 7° 52′ 05″ est  |                 |                                 |                   |                   |                   | 421                  |                |
| Pouilles                | Monte Cornacchia (it) | 1 152           | 41° 21′ 44″ nord, 15° 09′ 23″ est |                 | Mer Adriatique et Mer Ionienne  | 0                 |                   |                   | 184                  | 1 152          |
| Sardaigne               | Punta La Marmora      | 1 834           | 39° 59′ 24″ nord, 9° 19′ 30″ est  |                 | Mer Méditerranée                | 0                 |                   |                   | 617                  | 1 834          |
| Sicile                  | Etna                  | 3 330           | 37° 45′ 18″ nord, 14° 59′ 42″ est |                 | Mer Méditerranée                | 0                 |                   |                   | 1 665                | 3 330          |
| Toscane                 | Mont Prado            | 2 054           | 44° 15′ 00″ nord, 10° 24′ 16″ est |                 | Mers de Ligurie et Tyrrhénienne | 0                 |                   |                   | 279                  | 2 054          |
| Trentin-Haut-Adige      | Ortles                | 3 739           | 46° 30′ 34″ nord, 10° 32′ 44″ est |                 |                                 |                   |                   |                   | 750                  |                |
| Vallée d'Aoste          | Mont Blanc            | 4 806           | 45° 49′ 57″ nord, 6° 51′ 53″ est  |                 | Pont-Saint-Martin               | 343               |                   |                   | 2 577                | 4 467          |
| Vénétie                 | Marmolada             | 3 342           | 46° 26′ 13″ nord, 11° 51′ 54″ est |                 | Mer Adriatique                  | 0                 |                   |                   | 1 671                | 3 342          |

## Listes par provinces

### Altitude maximale
| #  | Province                         | Région             | Commune(s)                           | Point culminant                              | Altitude (m)     | Coordonnées                  |
| -- | -------------------------------- | ------------------ | ------------------------------------ | -------------------------------------------- | ---------------- | ---------------------------- |
| 1  | Vallée d'Aoste                   | Vallée d'Aoste     | Courmayeur                           | Mont Blanc Mont Blanc de Courmayeur          | 4810,90 m 4748 m | 45° 50′ N, 6° 52′ E          |
| 2  | province du Verbano-Cusio-Ossola | Piémont            | Macugnaga                            | grenzgipfel(Mont Rose)                       | 4618 m           | 45° 56′ 12″ N, 7° 52′ 07″ E  |
| 3  | province de Verceil              | Piémont            | Alagna Valsesia                      | pointe Gnifetti (Mont Rose)                  | 4554 m           | 45° 55′ 38″ N, 7° 55′ 37″ E  |
| 4  | province de Turin                | Piémont            | Noasca                               | Roc (Grand Paradis)                          | 4026 m           | 45° 31′ 20″ N, 7° 15′ 45″ E  |
| 5  | province de Sondrio              | Lombardie          | Lanzada                              | Punta Perrucchetti / La Spedla (Piz Bernina) | 4020 m           | 46° 21′ 57″ N, 9° 55′ 31″ E  |
| 6  | province autonome de Bolzano     | Trentin-Haut-Adige | Stelvio/Stilfs                       | Ortles/Ortler                                | 3905 m           | 46° 30′ 34″ N, 10° 32′ 44″ E |
| 7  | province de Coni                 | Piémont            | Crissolo                             | Mont Viso                                    | 3841 m           | 44° 40′ 06″ N, 7° 05′ 22″ E  |
| 8  | province autonome de Trente      | Trentin-Haut-Adige | Peio                                 | Monte Cevedale                               | 3769 m           | 46° 26′ 35″ N, 10° 37′ 18″ E |
| 9  | province de Brescia              | Lombardie          | Saviore dell'Adamello                | Monte Adamello                               | 3554 m           | 46° 09′ 22″ N, 10° 29′ 43″ E |
| 10 | province de Catane               | Sicile             | Nicolosi                             | Etna                                         | 3357 m           | 37° 44′ 02″ N, 15° 00′ 14″ E |
| 11 | province de Belluno              | Vénétie            | Rocca Pietore                        | Marmolada                                    | 3343 m           | 46° 26′ 06″ N, 11° 50′ 56″ E |
| 12 | province de Bergame              | Lombardie          | Valbondione                          | Pizzo di Coca                                | 3050 m           | 46° 04′ 17″ N, 10° 00′ 42″ E |
| 13 | province de Teramo               | Abruzzes           | Pietracamela                         | Corno Grande                                 | 2912 m           | 42° 28′ 07″ N, 13° 33′ 43″ E |
| 14 | province de Chieti               | Abruzzes           | Fara San Martino                     | Mont Amaro                                   | 2795 m           | 42° 05′ 13″ N, 14° 05′ 07″ E |
| 14 | province de l'Aquila             | Abruzzes           | Pacentro                             | Mont Amaro                                   | 2795 m           | 42° 05′ 13″ N, 14° 05′ 07″ E |
| 14 | province de Pescara              | Abruzzes           | Sant'Eufemia a Maiella               | Mont Amaro                                   | 2795 m           | 42° 05′ 13″ N, 14° 05′ 07″ E |
| 17 | province d'Udine                 | Frioul             | Forni Avoltri                        | Monte Coglians                               | 2780 m           | 46° 36′ 29″ N, 12° 53′ 05″ E |
| 18 | province de Pordenone            | Frioul             | Cimolais                             | Cima dei Preti                               | 2703 m           | 46° 20′ 32″ N, 12° 25′ 40″ E |
| 19 | province de Lecco                | Lombardie          | Pagnona                              | Monte Legnone                                | 2609 m           | 46° 05′ 41″ N, 9° 24′ 49″ E  |
| 20 | province de Biella               | Piémont            | Pollone                              | Mont Mars                                    | 2600 m           | 45° 37′ 51″ N, 7° 54′ 56″ E  |
| 21 | province de Côme                 | Lombardie          | Dosso del Liro                       | Pizzo Paglia                                 | 2550 m           | 46° 13′ 55″ N, 9° 13′ 14″ E  |
| 22 | province d'Ascoli Piceno         | Marches            | Montegallo                           | Monte Vettore                                | 2476 m           | 42° 49′ 32″ N, 13° 16′ 34″ E |
| 23 | province de Rieti                | Latium             | Amatrice                             | Monte Gorzano                                | 2458 m           | 42° 37′ 04″ N, 13° 23′ 47″ E |
| 24 | province de Pérouse              | Ombrie             | Norcia                               | Cima del Redentore                           | 2448 m           | 42° 51′ 00″ N, 13° 13′ 00″ E |
| 25 | province de Vicence              | Vénétie            | Asiago                               | Cima Dodici                                  | 2341 m           | 45° 58′ 48″ N, 11° 27′ 43″ E |
| 26 | province de Cosenza              | Calabre            | Castrovillari, Cerchiara di Calabria | Serra Dolcedorme                             | 2267 m           | 39° 53′ 40″ N, 16° 12′ 57″ E |
| 27 | province de Potenza              | Basilicate         | Terranova di Pollino                 | Serra Dolcedorme                             | 2267 m           | 39° 53′ 40″ N, 16° 12′ 57″ E |
| 28 | province de Frosinone            | Latium             | Picinisco                            | Monte Meta                                   | 2242 m           | 41° 41′ 26″ N, 13° 56′ 13″ E |

### Altitude  minimale
| #  | Province                         | Point le plus bas | Altitude |  |
| -- | -------------------------------- | ----------------- | -------- |  |
| 1  | Vallée d'Aoste                   | Dora Baltea       | 300 m    |  |
| 2  | province de l'Aquila             | Aterno-Pescara    | 250 m    |  |
| 3  | province de Bolzano              | Adige             | 207 m    |  |
| 4  | province de Sondrio              | Adda              | 199 m    |  |
| 5  | province de Côme                 | lac de Côme       | 198 m    |  |
| 6  | province du Verbano-Cusio-Ossola | lac Majeur        | 193 m    |  |
| 7  | province de Lecco                | Adda              | 184 m    |  |
| 8  | province de Biella               | Elvo              | 180 m    |  |
| 9  | province de Belluno              | Piave             | 176 m    |  |
| 10 | province de Turin                | Pô                | 142 m    |  |

### Altitude moyenne
| #  | Province                         | Région             | Altitude moyenne |
| -- | -------------------------------- | ------------------ | ---------------- |
| 1  | Vallée d'Aoste                   | Vallée d'Aoste     | 950,5 m          |
| 2  | province de Bolzano              | Trentin-Haut-Adige | 850 m            |
| 3  | province de l'Aquila             | Abruzzes           | 812 m            |
| 4  | province de Belluno              | Vénétie            | 759,5 m          |
| 5  | province d'Isernia               | Molise             | 718,5 m          |
| 6  | province de Trente               | Trentin-Haut-Adige | 698,5 m          |
| 7  | province de Potenza              | Basilicata         | 681,1 m          |
| 8  | province d'Enna                  | Sicile             | 679,4 m          |
| 9  | province de Sondrio              | Lombardie          | 599 m            |
| 10 | province de Rieti                | Latium             | 579,7 m          |
| 11 | province de Campobasso           | Molise             | 575,5 m          |
| 12 | province de Coni                 | Piémont            | 559 m            |
| 13 | province du Verbano-Cusio-Ossola | Piémont            | 550,6 m          |
| 14 | province d'Avellino              | Campanie           | 528 m            |
| 15 | province de Cosenza              | Calabre            | 480,4 m          |

### Plage d'altitude
| #  | Province                         | Région             | Plage d'altitude |
| -- | -------------------------------- | ------------------ | ---------------- |
| 1  | Vallée d'Aoste                   | Vallée d'Aoste     | 4510 m           |
| 2  | province de Verceil              | Piémont            | 4452 m           |
| 3  | province du Verbano-Cusio-Ossola | Piémont            | 4425 m           |
| 4  | province de Turin                | Piémont            | 3878 m           |
| 5  | province de Sondrio              | Lombardie          | 3827 m           |
| 6  | province de Coni                 | Piémont            | 3708 m           |
| 7  | province de Trente               | Trentin-Haut-Adige | 3704 m           |
| 8  | province de Bolzano              | Trentin-Haut-Adige | 3698 m           |
| 9  | province de Brescia              | Lombardie          | 3520 m           |
| 10 | province de Catane               | Sicile             | 3323 m           |
| 11 | province de Belluno              | Vénétie            | 3167 m           |